# Gerusía

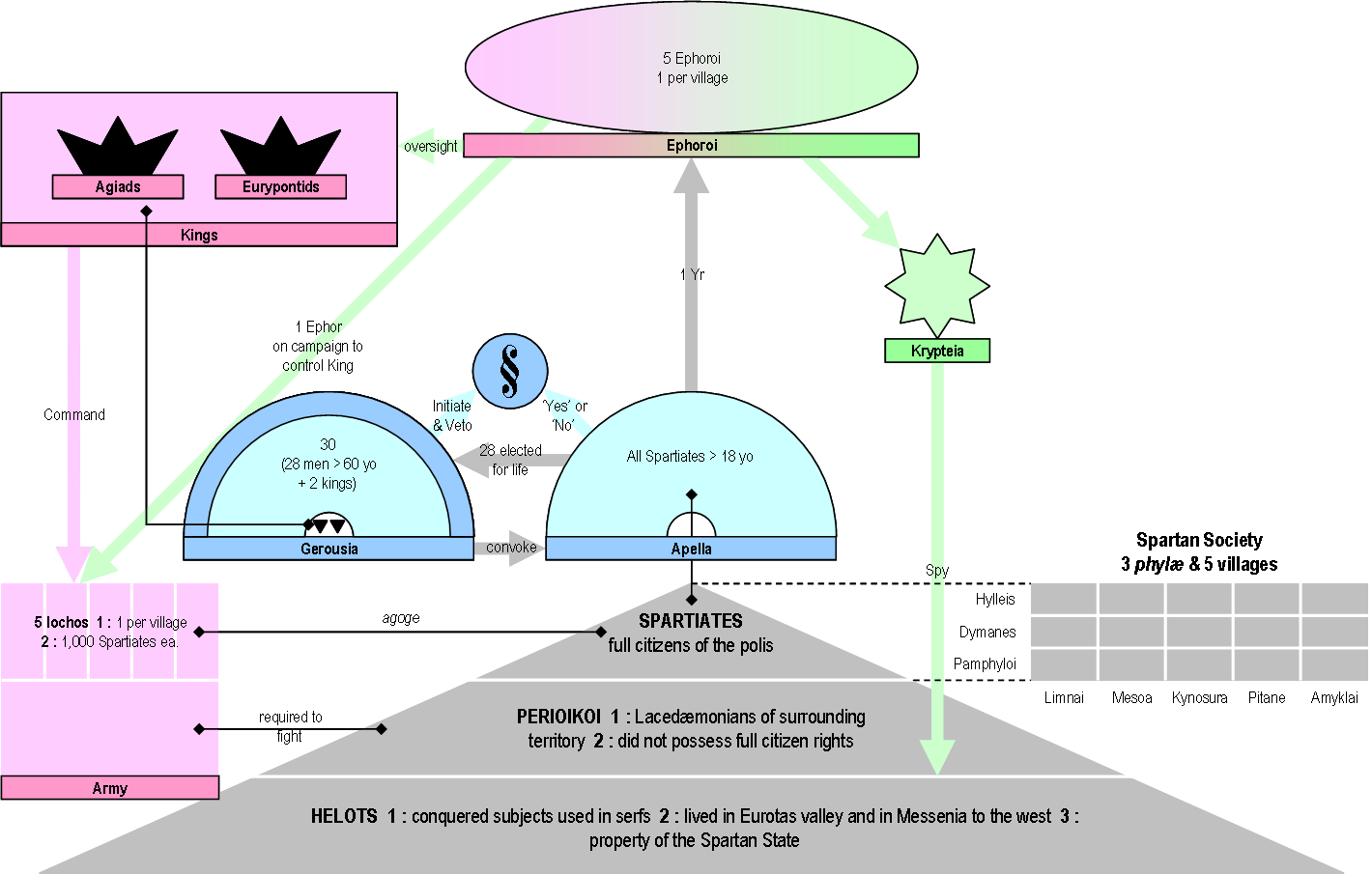
Organigrama de la Constitución espartana (en inglés).

La Gerusía (en griego antiguo: γερουσία, gerousía) en la época homérica era el consejo de ancianos (los γέροντες, gérontes), que cooperaban en las deliberaciones y resoluciones con los reyes. En la época clásica se conservaba en las ciudades con regímenes aristocráticos, siendo la más conocida, Esparta. También estaba presente en Cartago y, con funciones variables, en Asia Menor, islas del Egeo y Tracia.

## Gerusía en Esparta
Es atribuida su creación al semilegendario legislador espartano Licurgo en el siglo VII a. C., en su Gran Retra ('Gran Pronunciamiento'). Según el biógrafo de Licurgo, Plutarco, la creación de la gerusía fue la primera innovación constitucional significativa instituida por Licurgo.
La Gerusía era uno de los órganos de gobierno de la Antigua Esparta. Estaba formada por treinta miembros en total, de los cuales, veintiocho tenían que tener más de sesenta años (es decir, ya exentos del servicio militar obligatorio), y los dos miembros restantes eran los dos reyes espartanos, estos, independientemente de su edad (Esparta estaba gobernada por una diarquía). Aparte de los reyes, los miembros de la Gerousia, conocidos como gerontes, servían de por vida. Los gerontes eran elegidos por viva voz del pueblo, por aclamación (βοή). Un grupo de hombres, los árbitros, situados en un edificio separado, determinaban qué candidato, sin posibilidad de conocer quién era, había recibido el griterío más fuerte de aprobación, al atravesar la asamblea popular, por turno elegido al azar. Estos miembros electos incluían varios miembros de las dos casas reales espartanas; la afiliación probablemente estaba restringida a los aristócratas.

### Funciones
La Gerusía tuvo dos papeles principales:
- Legislativo, encargándose de debatir y preparar las propuestas legislativas que debían someterse a la aprobación de la Apella (asamblea popular).[5] A la inversa, la Gran Retra sugiere que podía anular las decisiones tomadas por la Apella si creía que distorsionaban las propuestas iniciales, aunque quizás este veto no se aplicase a las deliberaciones sobre la guerra y la paz.[6][2]

- Judicial, funcionando como una especie de Tribunal Supremo, pudiendo invocar los procesos de mayor trascendencia, con derecho a juzgar a cualquier espartano, pudiendo acarrear pena de muerte, destierro o atimia, e incluso procesos contra los propios reyes.[2] Entre los 490 del siglo V a. C. y 378 a. C., al menos siete reyes tuvieron que defenderse de la Gerusía, incluido Plistoanacte.[6]

## Gerusía en Cartago
En Cartago era el nombre dado por los escritores griegos, en el ámbito helenístico, del consejo de 300 ancianos nombrados de por vida, el denominado senatus de los romanos. Se dividía en un consejo restringido de 30 miembros. Los dos consejos, convocados por los dos sufetes, tomaban las principales deliberaciones. Entre sus miembros, se elegían los que debían juzgar el trabajo de los magistrados. Aunque los miembros de la Gerusía eran teóricamente elegidos por el pueblo de entre aquellos que habían alcanzado cierta edad y tenían suficiente riqueza, prácticamente solo eran elegidos los que ya habían sido magistrados.